# Gerardo Daniel Rabajda Maino
Gerardo Daniel Rabajda Maino   (Montevideo, 13 d'agost de 1967) és un exfutbolista uruguaià que ocupava la posició de porter.
Va militar en diversos clubs americans: Peñarol al seu país, la Unión Española de Xile i el Club Puebla de Mèxic. La temporada 99/00 jugà dos partits a la competició espanyola amb el Sevilla FC. Retornaria a Amèrica per militar al Rosario Central argentí, i el 2003, de nou a l'Uruguai, a les files del Danubio FC.

## Equips
- Peñarol 1989–1993
- Unión Española 1994–1995[2][3]
- Puebla 1995–1999[4]
- Sevilla 1999–2001[5]
- Rosario Central 2001–2002[5]
- Danubio 2002
- Fénix 2004[4]